# Manchester United stadionprojekt
A Manchester United stadionprojekt (egyes forrásokban: New Trafford Stadion) az angol Manchester United labdarúgócsapat tervezett új stadionja, amely az Old Trafford helyét venné át a klub otthonaként a 2030–2031-es szezontól. Száznégyezer férőhelyes lesz, amellyel Anglia legnagyobb és Európa második legnagyobb labdarúgó-stadionja lenne, a világon csak a Camp Nou és az észak-koreai Rungnado Május Elseje Stadion előzné meg.
A United vezetősége itt szeretné rendezni a 2035-ös női Európa-bajnokság döntőjét.

## Története

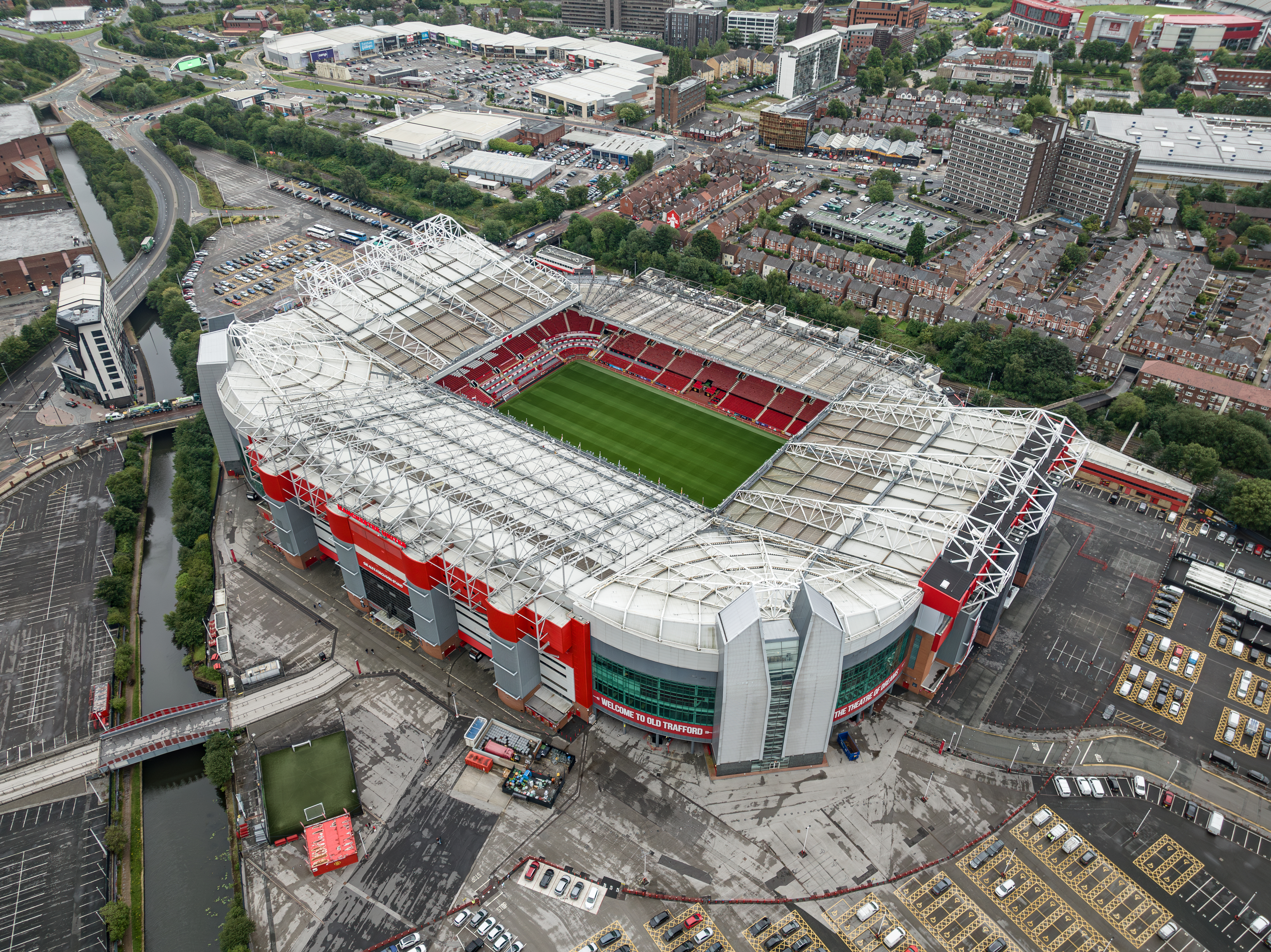
Az Old Trafford, a Manchester United otthona 1910 óta

Az Old Trafford 1910 óta volt a Manchester United otthona, a több, mint egy évszázad során több felújításon és – a második világháború után – újjáépítésen is átesett. Ennek ellenére a 21. században keveset javítottak rajta, állapota folyamatosan romlott.
2022-ben a csapat hivatalosan bejelentette, hogy tervezik felújítani a stadiont. A United az akkor újnak számító Tottenham Hotspur Stadion építészeit nevezte ki ennek megvalósítására. A United COO-ja Collette Roche a következőt mondta az esetleges építkezésekről: „Jelenleg az a helyzet, hogy az Old Trafford felújítása lehetséges, de vannak nagyobb problémák a kivitelezésével, főleg komplexitás, időzítés, költségvetés szempontjából, nagy részben azért, mert a jelenlegi stadion nagyon közel van a vonatsínhez, kanálishoz, házakhoz és más utcákhoz. Röviden lehetséges, de nem könnyű.” Roche elmondása szerint az építkezés megkezdése, bármelyik lehetőség mellett döntenek, nem lett volna valószínű 2025 előtt. 2023 januárjában kiderült, hogy az Old Trafford felújítása nagyjából 1 milliárd fontba kerülne, míg az új stadion felépítésé ennek duplája lenne. Azt követően, hogy a Glazer-család bejelentette a csapat eladását, a projektet felfüggesztették. Miután az Ineos megvásárolta a csapat egy részét, egyre valószínűbbnek tűnt az új stadion felépítése közvetlenül a régi mellett, amit az új tulajdonosok az „Észak Wembley-jeként” terveztek megvalósítani. Tekintve a felújítás és bővítés magas árát és a stadion életkorát, ezt a lehetőséget preferálta az új vezetőség.
A folyamat megkezdését 2024. március 8-án a United hivatalosan is megerősítette egy bizottság megalapításával, amit a 2012-es olimpia szervezőbizottságánk elnöke, Sebastian Coe vezetett és kormánytisztviselők mellett a csapat korábbi játékosai és a környék fontos közösségi személyiségei is helyet kaptak. 2024 júliusa végére a bizottság arra a döntésre jutott, hogy a legjobb megoldás egy teljesen új, legalább 100 ezer fő befogadására képes stadion felépítése lenne. A bizottság végső javaslatát 2024 vége előtt tette meg, a „stadionkerület” tervezésére a Foster + Partners céget nevezték ki. 2025. március 10-én a The Athletic lehozta a hírt, hogy a United az új, 104 ezer férőhelyes stadion felépítése mellett döntött, amelyet másnap be is jelentettek. 2025 júliusában Manchester polgármestere, Andy Burnham, hivatalosan is bejelentette a tíz éves regenerációs tervezetet a városban, amelynek részeként a stadion is felépülne. Ennek részeként kinevezte az aréna tervezésében nagy szerepet játszót Sebastian Coe-t is a polgármesteri fejlesztési bizottság élére, tovább könnyítve a folyamatot a United számára.

## Design
A stadiont egy 200 méter és két 150 méter magas torony fogja körbe venni, amely az ördög háromágú vasvilláját fogja jelképezni a csapat címeréből. Ezzel Manchester legmagasabb épülete lesz, megfelelő körülmények közül még Liverpoolból, és a Peak District nemzeti parkból is látható lesz. Maga a stadion 51,3 méter magas, 272 méter hosszú és 238 méter széles lesz. Az új Stretford End 23 500 fő befogadására lesz képes. Az acélból és üvegből készült sátras tető, amely el fogja fedni az épületet és a tornyokról fog a stadionra „lógni,” 417×333 méteres területű lesz, a világ legnagyobb fedett közterülete lenne. Meg fogják tartani az Old Traffordnál látható emlékművek és szobrok nagy részét, többek között a müncheni emlékórát és a United Trinity szobrot is. Ezek mellett a tető napenergiát és esővizet is fog gyűjteni a stadion működtetésére.
A stadion az akusztikával a középpontban volt tervezve, amelynek következtében a lelátók kifejezetten meredekek és nagyon közel vannak a pályához. Az egyik fő cél az volt, hogy a stadion minél ikonikusabb, azonnal felismerhető legyen.
Az építkezések részeként felújítanák az Old Trafford vonatállomást is, amely évek óta nem volt használva. A jelenlegi Old Trafford helyén egy sétáló utca lesz, amely az állomástól fog a stadionig vezetni.

## Elnevezése
Ugyan hivatalos neve a stadionnak még nincs, egyes építészeti forrásokban „New Trafford Stadion” néven szerepel.

## Építkezés
A stadion tervezését a Foster + Partners cég végezte, Norman Foster vezetésével. Egy Gary Neville-vel készített interjúban Jim Ratcliffe résztulajdonos megerősítette, hogy az építkezés 5–6 évbe fog telni. A másnapi hivatalos bejelentésben ezt Norman Foster építész is megerősítette, azt nyilatkozva, hogy ez fele lenne az eredetileg becsült időnek, mert a stadiont előre összeépített darabokból állítanák össze a helyszínen a manchesteri hajócsatorna segítségével. A United a stadion felépítését a brit kormány dél-manchesteri regenerációs projektje részeként fogja elvégezni, de saját maga fogja finanszírozni az építkezést.

## Gazdasági hatása
A stadion felépítése akár 7,3 milliárd fonttal növelhetné a régió gazdaságát, 92 ezer munkalehetőséget hozna létre, illetve évente a megszokottnál 1,8 millióval több látogatót vonzana be. A projekt részeként további 17 ezer otthont is felépítenének.